# Пич, Людвиг

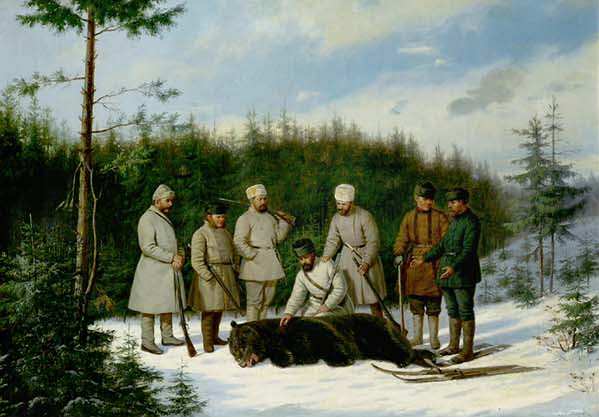
Русская охота на медведя

Людвиг Пич (нем. Ludwig Pietsch; 25 декабря 1824, Данциг — 27 ноября 1911, Берлин) — немецкий живописец, график, художественный критик и фельетонист, писатель.

## Биография
Л. Пич в 1841—1843 гг. обучался в Данцигской школе декоративно-прикладного искусства, затем продолжил учебу в Берлинской Академии художеств. Работал иллюстратором в газетах и журналах, таких, как знаменитый «Illustrirte Zeitung» (Лейпциг). Постепенно приобрел всеобщую известность благодаря своим иллюстрациям.
С 1864 года писал статьи и фельетоны для берлинских газет «Vossische Zeitung» и «Spenersche Zeitung», а также «Schlesische Zeitung» (Бреслау).
Помещал обзоры прессы, статьи о путешествиях, искусстве и промышленных выставках. Во время франко-германской войны в 1871 году в качестве компаньона, сопутствовал наследному принцу Фредерику в его посещении полей сражений.
До преклонных лет вëл светскую жизнь. Ежедневно общался с актерами, художниками и политиками, был известен практически во всех дискуссионных клубах Берлина.
Дружил со многими известными философами, политиками, художниками, поэтами и писателями, такими как, Фердинанд Лассаль, Рейнгольд Бегас, Теодор Фонтане, Адольф Менцель, Теодор Шторм, И. С. Тургенев и др.
Был увлеченным фотографом.

## Избранная библиография
- Aus Welt und Kunst : Studien und Bilder. Jena : Costenoble, 1867 (2 Bände)
- Von Berlin bis Paris. Kriegsbilder (1870 −1871). Berlin 1871
- Nach Athen und Byzanz. Ein Frühlingsausflug. Berlin: Janke 1871
- Orientfahrten eines Berliner Zeichners. Berlin: Janke 1871
- Marokko. Briefe von der deutschen Gesandtschaftsreise nach Fez im Frühjahr 1877. Leipzig: Brockhaus 1878
- Wallfahrt nach Olympia im ersten Frühling der Ausgrabungen (April und Mai 1876) nebst einem Bericht über die Resultate der beiden folgenden Ausgrabungs-Campagnen. Reisebriefe. Berlin: Luckhardt 1879
- Andreas Achenbach. Breslau 1880
- Paul Meyerheim. Breslau 1881 и др.

Лучшие из множества его путевых заметок, печатавшихся сначала в «Vossische Zeitung», собраны под заглавием «Aus Welt und kunst» (Иена, 1867), «Orientfahrten» (Берлин, 1870), «Von Berlin bis Paris, Kriegsbilder» (1871).
Автор — автобиографической книги: «Wie ich Schriftsteller geworden bin» (1892—1894).

## Галерея работ
Автор большого количества иллюстраций, графических работ на мифологические сюжеты и жанровых полотен:

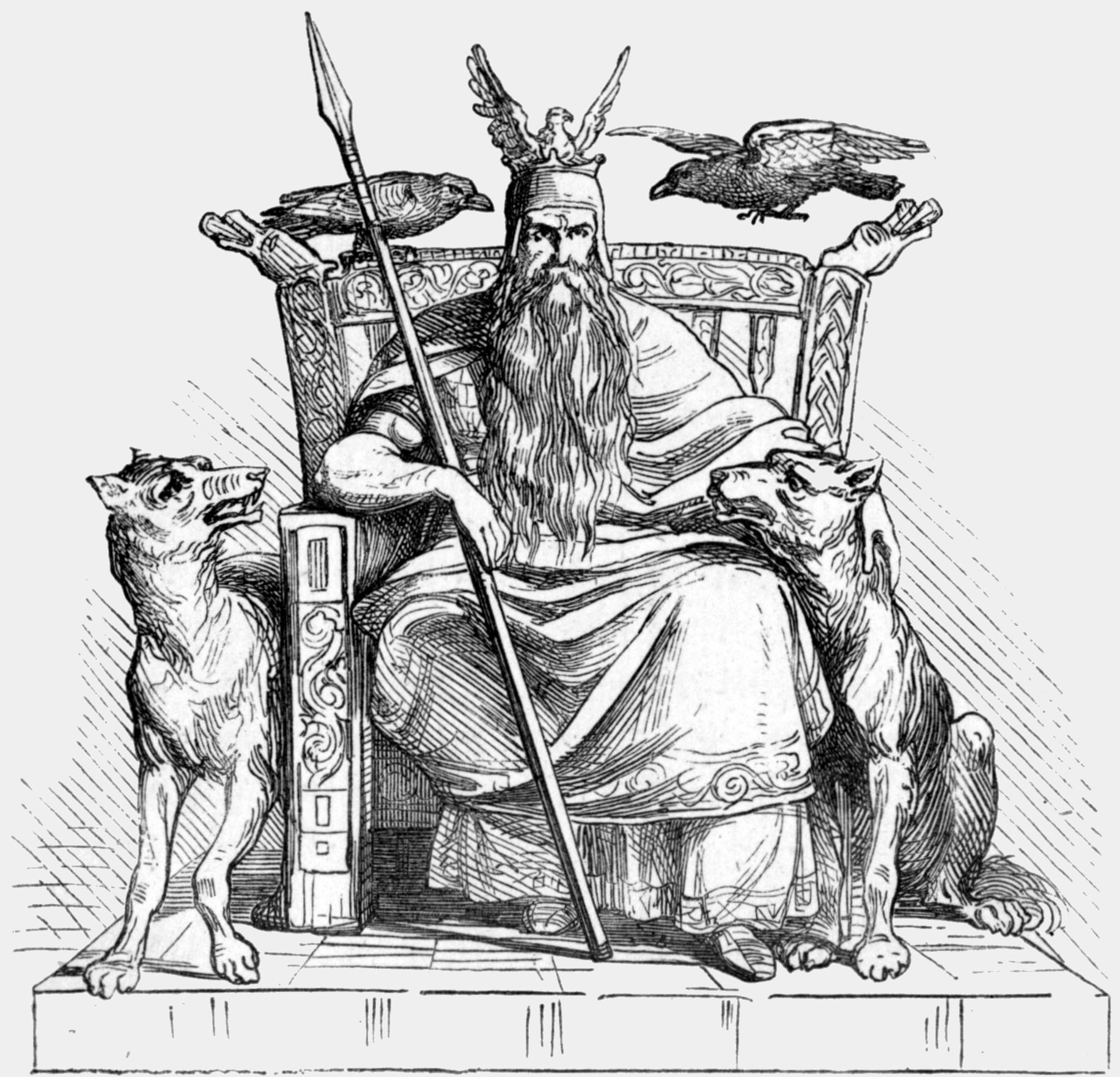
Один. 1865
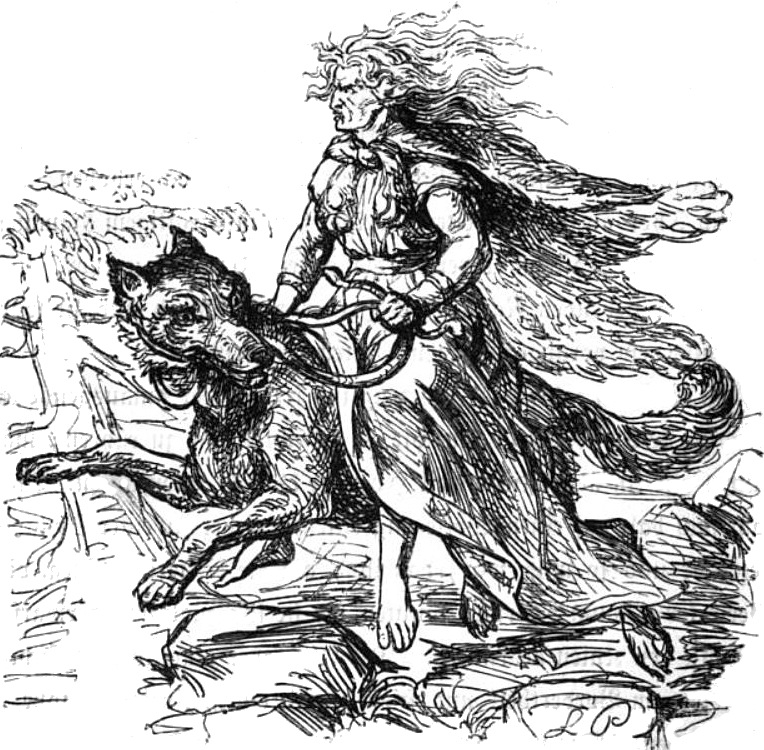
Варги.1865
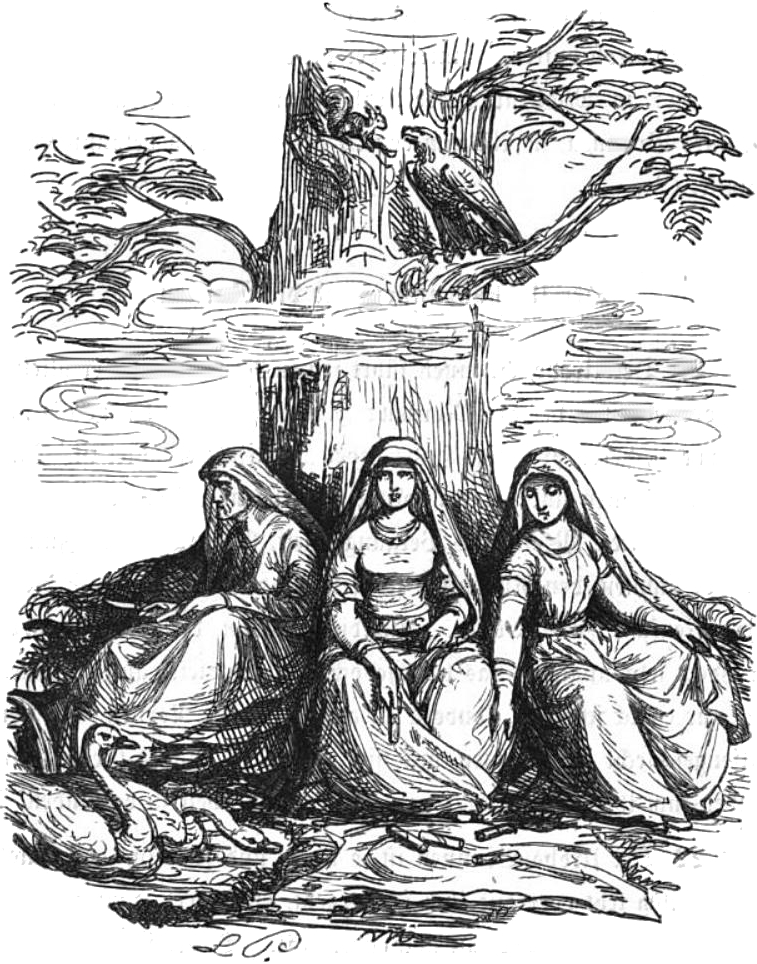
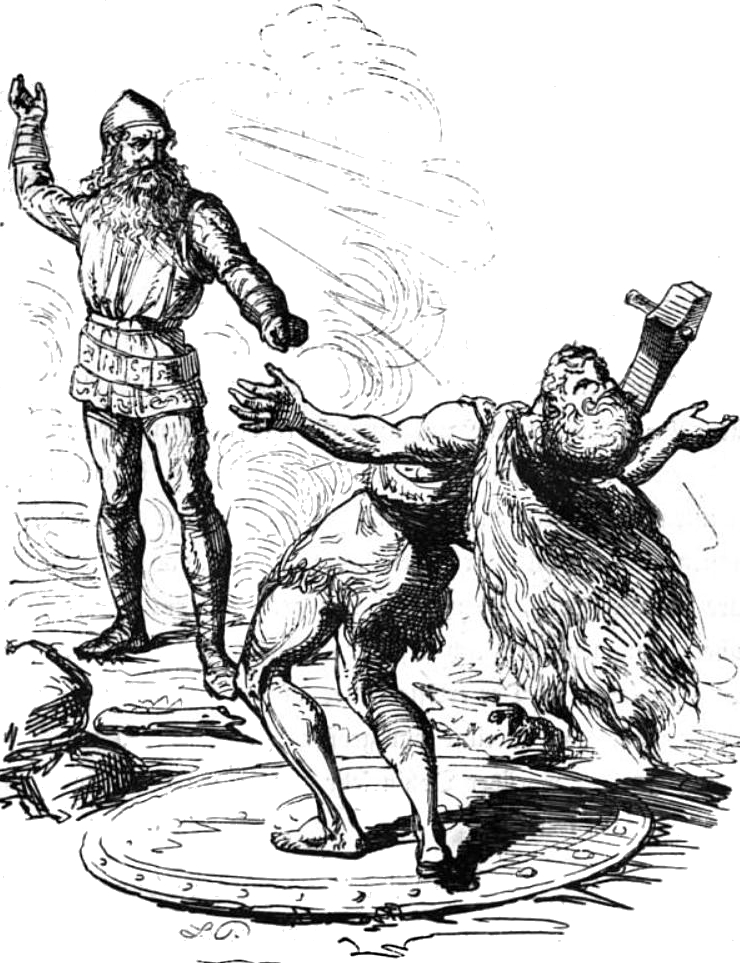
Поединок Тора и Грунгнира